# Forsvarets Spesialkommando

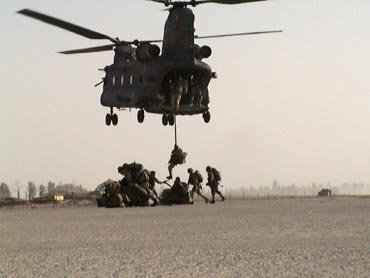
Forças da FSK durante a Operação Anaconda

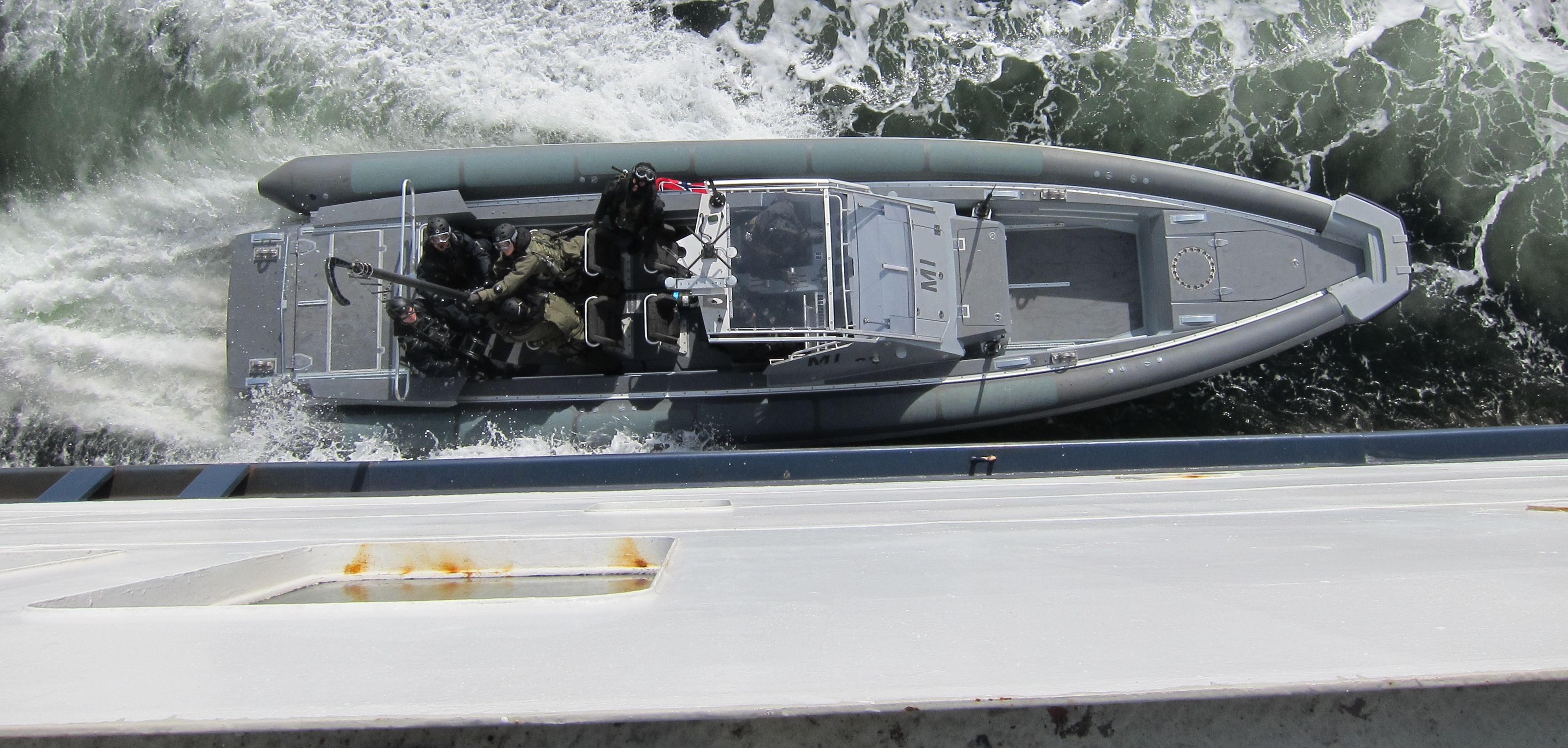
FSK durante treinamento em Oslofjord.

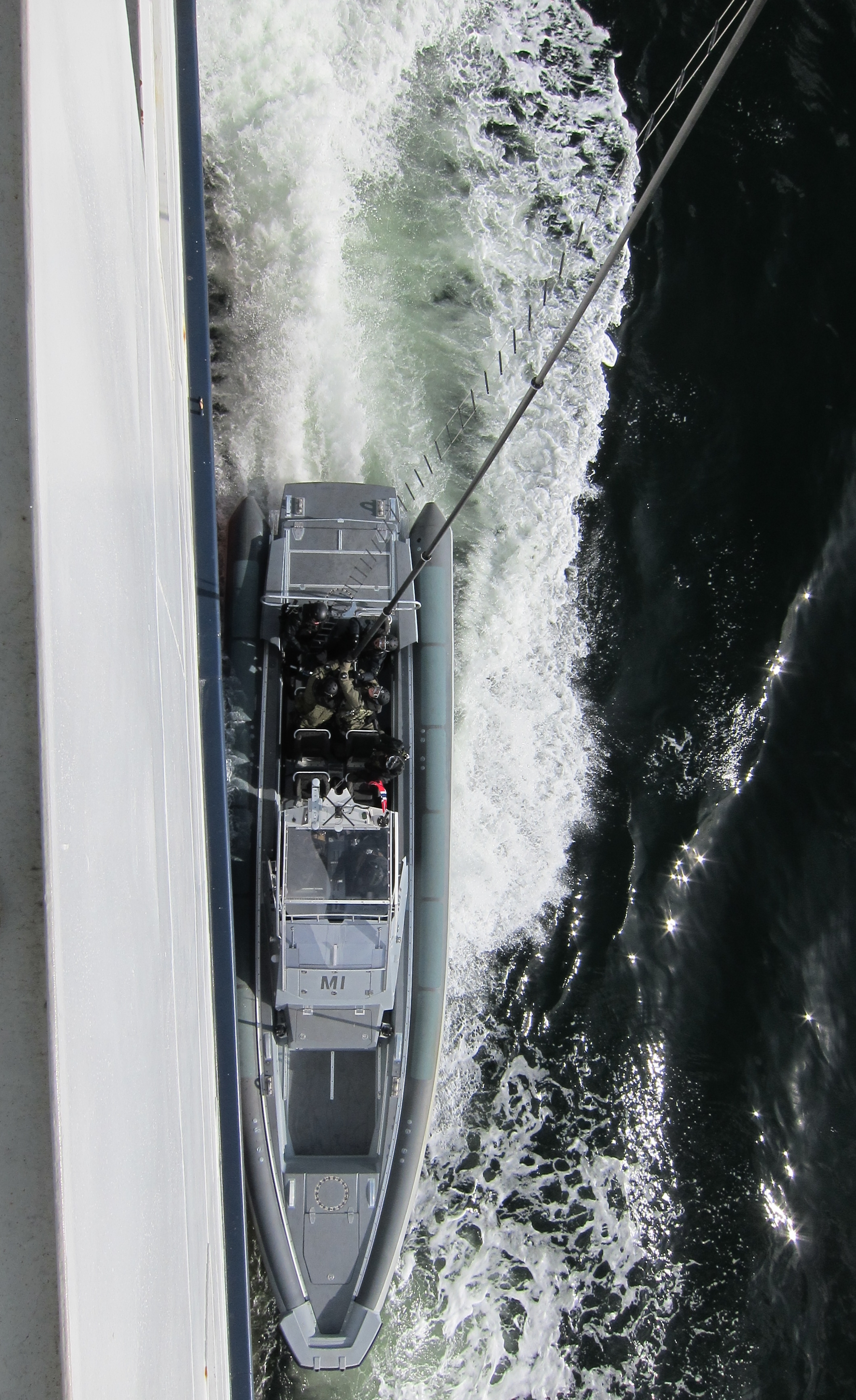
FSK durante treinamento em Oslofjord.

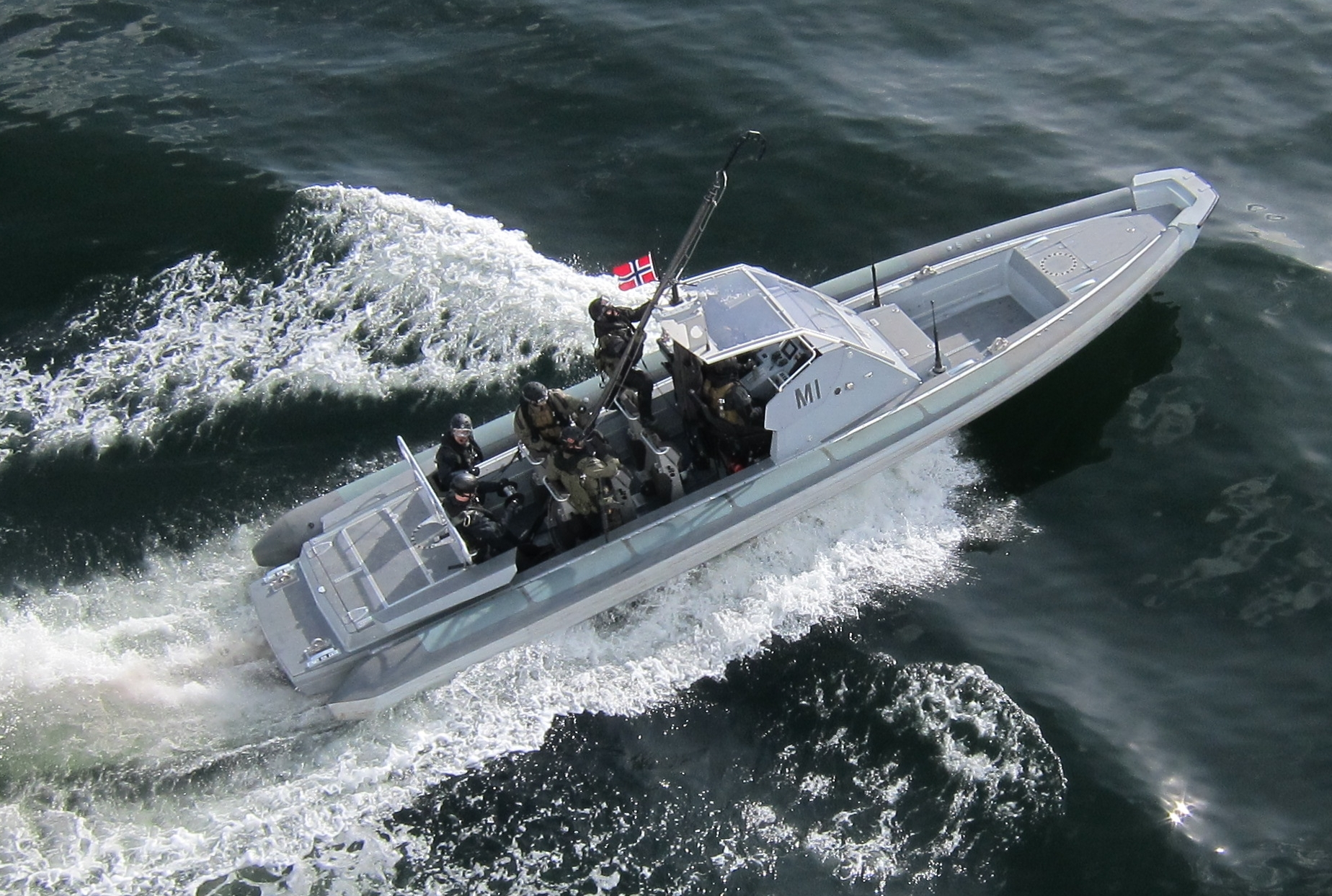
FSK durante treinamento em Oslofjord.

Forsvarets Spesialkommando (FSK, em língua portuguesa: Forças Armadas de Comando Especial) é um grupo de operações especiais da Noruega.
Foi criada em 1982, e se tornou operacional em 1984.